# Церковь Пресвятой Девы Марии Матери Церкви (Пшеславице)
Церковь Пресвятой Девы Марии Матери Церкви (пол.  Kościół Najświętszej Marii Panny Matki Kościoła) — грекокатолическая церковь в Польше, находящаяся в населённом пункте Пшеславице, в гмине Мехув Мехувского повята Малопольского воеводства. Церковь внесена в реестр охраняемых памятников Малопольского воеводства. Храм входит в состав туристического маршрута «Путь деревянной архитектуры»
Деревянный храм был собран в соседнем населённом пункте Голча в XVII веке из фрагментов разобранного храма, который был построен в Голче в 1657 году. В 1972—1974 годах храм из Голчи был перенесён в Пшеславице. В 1975 году состоялось новое освящение храма.
Деревянный храм в барочном стиле построен из материала лиственницы. В храме находятся главный алтарь и два боковых алтаря в стиле позднего барокко.
22 января 1996 года храм был внесён был внесён в реестр охраняемых памятников Малопольского воеводства (№ А-1188).